# Abbaye de Zoetendale
 (mai 2025).
Si vous disposez d'ouvrages ou d'articles de référence ou si vous connaissez des sites web de qualité traitant du thème abordé ici, merci de compléter l'article en donnant les références utiles à sa vérifiabilité et en les liant à la section « Notes et références ».
L' abbaye de Zoetendale (Dulcis Vallis) est une ancienne abbaye, située aux actuelles Koning Albertlaan 33-37 et Zoetendale 2-4 entre Middelburg et Maldeghem dans la province belge de Flandre-Orientale.

## Histoire
En 1215, l'abbaye fut fondée à partir de l'abbaye d'Arrouaise, au profit des chanoines réguliers de Saint Augustin. Au nord de l'abbaye, la Lieve fut creusée de 1251 à 1269, et plus tard furent ajoutés les canaux parallèles du canal Léopold et du canal de Schipdonk. L'abbaye fut dédiée à Notre-Dame et l'église abbatiale fut achevée en 1217. Les bâtiments abbatiaux et la ferme abbatiale étaient situés sur un terrain rectangulaire entouré d'un fossé et c'est ici que se rejoignaient les paroisses de Middelburg, Moerkerke et Maldegem. La congrégation a travaillé au développement des environs et à la remise en état de la zone au nord de l'abbaye. L'abbaye fut détruite pendant les guerres de religion en 1578-1579. En 1584, l'abbaye fut officiellement dissoute et ses biens furent transmis au Collège des Jésuites (nl) de Bruges. L'église abbatiale tomba en ruine et les derniers vestiges furent démolis au XIXe siècle. Les Jésuites utilisaient encore certains bâtiments comme résidences de campagne, mais en 1773, l'ordre fut dissous sur ordre du gouvernement autrichien. Les bâtiments du monastère ont disparu, mais les autres bâtiments à l'intérieur du terrain délimité par le fossé ont été utilisés comme fermes au XIXe siècle.
Dans l'un des bâtiments, l'ancien cadran solaire de 1666 a été intégré.